# Témiscouata Railway
Die Témiscouata Railway war eine Eisenbahngesellschaft in Kanada. Sie wurde am 17. Oktober 1885 gegründet und baute eine normalspurige Eisenbahnstrecke von Rivière-du-Loup in der Provinz Québec am Madawaska River entlang bis Edmundston am Saint John River. Sie wurde am 1. Oktober 1891 eröffnet. Kurz darauf wurde die Strecke entlang des Saint John River bis Connors verlängert. Die Strecke hatte insgesamt eine Länge von 182 Kilometern.
Die Gesellschaft plante, eine Strecke von Edmundston quer durch New Brunswick bis Moncton zu bauen, was jedoch später durch die kanadische Regierung als Teil der National Transcontinental Railway (NTR) realisiert wurde. 1929 wurde der Abschnitt von Edmundston East bis Baker Brook stillgelegt, da die NTR-Strecke, die inzwischen den Canadian National Railways (CNR) angegliedert worden war, parallel verlief und die deutlich bessere Gleis- und Oberbauqualität aufwies. Gleichzeitig übernahm die CNR die Betriebsführung auf der Témiscouata. Die endgültige Fusion erfolgte erst im Dezember 1949. Bis 1990 wurde die gesamte Strecke stillgelegt.